# Карагулов, Альжан
Альжан Карагулов (каз. Әлжан Қарағұлов; 1892 год — 1973 год) — старший чабан колхоза имени Будённого Байганинского района Актюбинской области, Казахская ССР. Герой Социалистического Труда (1948). Мастер животноводства Казахской ССР.
Родился в 1892 году в семье кочевников, содержащих скот. В 1929 году во время коллективизации вступил в сельскохозяйственную артель, позднее преобразованную в колхоз имени Будённого (позднее — колхоз имени Джамбула) Байганинского района. Трудился в этом колхозе чабаном, старшим чабаном до выхода на пенсию в 1961 году.
В 1947 году бригада Альжана Карагулова вырастила 584 ягнят от 451 овцематок. Указом Президиума Верховного Совета СССР от 23 июля 1948 года «за получение высокой продуктивности животноводства в 1947 году при выполнении колхозом обязательных поставок сельскохозяйственных продуктов и плана развития животноводства» удостоен звания Героя Социалистического Труда с вручением ордена Ленина и золотой медали «Серп и Молот».
Неоднократно участвовал во Всесоюзной выставке ВДНХ.
Скончался в 1973 году.
Награды
- Герой Социалистического Труда
- Орден Ленина